# Peter de Kleer
Pieter Jan Willem (Peter) de Kleer (Amsterdam, 15 december 1910 – Haarlem, 30 augustus 1996) was een Nederlands pianist.
Hij was zoon van Jannetje Bertina Cox en glasslijper Jan Willem de Kleer. Hijzelf bleef vermoedelijk ongetrouwd.
Hij kreeg zijn opleiding aan de Muziekschool Haarlem onder en van Piet Vincent. Rond 1930 duikt zijn naam op als pianist in advertenties voor concerten, bijvoorbeeld als begeleider en recitalpianist. In 1933 haalde hij zijn vakdiploma aan de Koninklijke Nederlandse Toonkunstenaars Vereniging. Een groots concert vond plaats 21 maart 1937 in oratorium Judas Makkabäus van Georg Friedrich Händel. Andere medewerkenden waren Corry Bijster, Tine de Lorme, Michel Goberts, Otto Couperus, de Nieuwe Amsterdamsche Orkestvereniging, alles onder leiding van Nico van der Linden. Hij soleerde zowel bij het Residentie Orkest met Frits Schuurman en Toon Verhey, als de Haarlemse Orkest Vereniging onder leiding van Marinus Adam (1940-1941) en vormde een duo met Hans Osieck, eveneens leerling van Vincent.
Hij schreef een enkel werk voor piano zoals Intermezzo capriccioso uit 1939 uitgegeven door Alsbach. Ook schreef hij over muziek voor Caecilia, resulterend in een heruitgave van École Primaire van Jean-Baptiste Duvernoy (Lispet, Hilversum, 1941). Samen met zijn docent Vincent schreef hij in 1935 aan Paedagogische vraagstukken, dat meerdere drukken kreeg.
Hij gaf pianoles vanuit zijn woning aan de Da Costakade 89 en op de Muziekschool Haarlem.
Na 1967 werd als musicus niets meer van hem vernomen; hij woonde toen aan Engelandlaan 718 in Haarlem-Schalkwijk. Volgens het adresboek Haarlem woonde hij er in 1972 nog. Hij overleed aldaar in 1996 op 85-jarige leeftijd.
- International Standard Name Identifier: 0000 0003 9694 1202
- Nederlandse Thesaurus van Auteursnamen: 296121487
- Virtual International Authority File: 291909892